# Ojo de Agua, Chapulhuacán
Ojo de Agua är en ort i Mexiko.   Den ligger i kommunen Chapulhuacán och delstaten Hidalgo, i den sydöstra delen av landet, 190 km norr om huvudstaden Mexico City. Ojo de Agua ligger 1 320 meter över havet och antalet invånare är 188.
Terrängen runt Ojo de Agua är bergig åt sydväst, men åt nordost är den kuperad. Ojo de Agua ligger uppe på en höjd. Runt Ojo de Agua är det ganska tätbefolkat, med 83 invånare per kvadratkilometer. Närmaste större samhälle är Chapulhuacán, 9,6 km nordost om Ojo de Agua. I omgivningarna runt Ojo de Agua växer huvudsakligen savannskog.